# Andrew Simmons (ambientalista)
Andrew Augustus Simmons es un ambientalista de sanvicentino. Recibió el premio Global 500 del Programa de las Naciones Unidas para el Medio Ambiente de 1989 y el Premio Ambiental Goldman de 1994.

## Infancia y educación
Simmons es de Enhams, San Vicente y las Granadinas. Originalmente se formó en educación pero hizo un máster en desarrollo económico. En 2019, Simmons obtuvo su doctorado en la De Montfort University. Su doctorado consideró el impacto del cambio climático sobre los jóvenes y como las comunidades pueden construir mecanismos de resiliencia para mitigar sus efectos.

## Activismo y carrera
Simmons lanzó la JEMS Progressive Community Organization en 1978. En la época, él era profesor y el único adolescente con empleo en su comunidad. Formó el movimiento ambientalista después de que los residentes del Caribe comenzaran a explotar la Reserva Forestal King's Hill debido al aumento del desempleo. Antes de 1972, el 95% de la isla tenía empleo, pero después de la crisis del petróleo de 1973 y con los costes de los combustibles aumentando, las propiedades agrícolas fueron cerrando. La Reserva Forestal King's Hill fue fundada en 1791 y es una de las reservas forestales más antiguas del hemisferio occidental. Este tema es de particular importancia para Simmons, ya que la economía caribeña depende mucho de la agricultura y del turismo. Para explicar la importancia de la reserva a la comunidad local, Simmons usó festivales, piezas de teatro y música. La JEMS inició un programa de alfabetización y ofreció instrucción para mujeres en cableado eléctrico y construcción. En 1989, Simmons fue incluido en el Cuadro de Honra Global 500 del Programa Ambiental de las Naciones Unidas.
Ayudó a iniciar varios proyectos relacionados con el agua potable y la conservación, incluyendo la enseñanza de niños en un jardín de infancia local y liderándolos en campañas de limpieza. A comienzos de los años 90, Simmons lanzó la Red de Medio Ambiente para Jóvenes del Caribe (CYEN). La CYEN continuó a desarrollarse, enseñando a los chicos de San Vicente y Granadinas a ser más defensores de la protección de sus islas. Juntos, Simmons y la CYEN monitorizaron los cambios en el medioambiente del Caribe, con el aumento de huracanes, estaciones lluviosas más intensas y blanqueamiento de los arrecifes de coral. La CYEN pasó a realizar congresos anuales, que se convirtieron en las mayores y más consistentes convenciones ambientales para jóvenes en el Caribe.
Trabajó con el Programa de las Naciones Unidas para el Medio Ambiente en iniciativas semejantes, incentivando a los jóvenes en todo el mundo a ser más conscientes del punto de vista ambiental. Dice que se concentra en los jóvenes porque «el futuro de la propia tierra está en la mano de los jóvenes». En 2016, organizó un taller para capacitar las comunidades locales para fortalecer su resiliencia al cambio climático. Para este taller, Simmons trabajó con Otis Joslyn, director técnico del Caribbean Community Climate Change Center.
Simmons se mudó a Londres en 1997, donde trabajó como Director Adjunto de Asuntos de la Juventud en la Oficina de la Commonwealth. Fue galardonado con el Premio Ambiental Goldman en 1994.